# 小島伸介
小島 伸介（コジマシンスケ）は、日本の美術監督(プロダクション・デザイナー)。

## 人物
小島伸介（こじましんすけ、1979年）は、愛知県出身。美術監督の種田陽平に師事。
卒業後、種田陽平氏のアシスタントとなり、クエンティン・タランティーノ監督作品『キル・ビル』にてキャリアをスタート。
セットデザイナー、アートディレクターとして『キル・ビル』『フラガール』『ALWAYS 続・三丁目の夕日』『ザ・マジックアワー』『永遠の0』など、他多数の映画作品に参加した。
主に映画、ＣＭ、Music Videoの美術監督(プロダクション・デザイナー : Production Designer)として活動中。

## 作品

### 映画
- 2022年　『TANG タング』｜監督：三木孝浩｜製作会社：ワーナー・ブラザース・ツインズジャパン｜Production Designer
- 2020年　『一度死んでみた』｜監督：浜崎慎治｜Production Designer
- 2020年　『AI崩壊』｜監督：入江悠｜Production Designer
- 2018年　『『マンハント』』原題：追捕｜監督：ジョン・ウー John Woo (呉宇森)｜Art Director (P.D.種田陽平)
- 2017年　『22年目の告白 -私が殺人犯です-』｜監督：入江悠｜Production Designer
- 2016年　『何者』｜監督：三浦大輔｜Production Designer [3]
- 2015年　『ジョーカー・ゲーム』｜監督：入江悠｜Production Designer [4]
- 2013年　『永遠の0』｜監督：山崎貴｜Set Designer (P.D.上條安里 )
- 2011年　『セディック・バレ』｜監督：ウェイ・ダーション(魏徳聖)｜(台湾映画)｜Set Designer (P.D.種田陽平)
- 2011年　『モテキ』｜監督：大根仁｜Art Director (P.D.佐々木尚)
- 2011年　『金陵十三釵（英題: The Flowers of War)』｜監督： チャン・イーモウ(張芸謀)｜(中国映画)｜Concept Designer (P.D.種田陽平)
- 2011年　『肩上蝶』｜監督：ジェイコブ・チャン(張之亮)｜(香港映画)｜Art Director
- 2008年　『ザ・マジックアワー』｜監督：三谷幸喜｜Set Designer (P.D.種田陽平)
- 2008年　『スバル』｜監督：リー・チーガイ(李志毅)｜(日本・香港合作)｜Production Designer (P.D.種田陽平)
- 2007年　『ALWAYS　続・三丁目の夕日』｜監督：山崎貴｜Set Designer (P.D.上條安里)
- 2006年　『フラガール』｜監督：李相日｜Set Designer (P.D.種田陽平)
- 2004年　『イノセンス(攻殻機動隊)』｜監督：押井守｜Asst. Production Designer. (P.D.種田陽平)
- 2003年　『花とアリス』｜監督：岩井俊二｜Set Designer (P.D.種田陽平)
- 2003年　『キル・ビル(Kill Bill)』｜監督：クエンティン・タランティーノ｜(アメリカ映画）｜ Model Maker[5], Asst. Production Designer. (P.D.種田陽平)

### ネット配信ドラマ
- 2024年　『Sunny (TV series)』 ショウランナー：Katie Robbins｜｜監督： Lucy Tcherniakt 長久允｜Apple TV+・ A24｜ Production Designer.

### TV series
- 2023年　『S.W.A.T.season3 episode13』｜監督：Billy Gierhart｜CBS Studios・ソニー・ピクチャーズ ｜ JP unit Production Designer.
- 2022年　『City Lives』｜監督：小林洋介・針谷大吾｜フジテレビ・ 東北新社｜Production Designer.

### アニメ
- 2023年　『FLCL: grunge』｜監督：竹清仁｜Adult Swim・Cartoon NetworkProduction I.G・モンブランピクチャーズ｜ Production Designer.

### ミュージックビデオ
- 2021年　V6 MV「僕らはまだ」｜監督：大根仁
- 2020年　宮本浩次 MV「ハレルヤ」｜監督：大根仁
- 2017年　安室奈美恵 MV「Just You and I」

### CM
- NTT｜「Nにおまかせ」シリーズ｜(2024年)
- Google｜(2024年)
- メーカーズマーク｜監督:西川美和｜(2024年)
- ジャンボ宝くじ｜(2024年)
- indeed｜(2023年)
- アサヒビール｜「おつかれ生です」シリーズ｜(2022年)
- サントリー ｜「こだわり酒場」シリーズ｜(2022年)
- ユニクロ｜「 LifeとWear」シリーズ｜出演：桑田佳祐・綾瀬はるか｜(2021年)
- アサヒビール｜アサヒ｜アサヒスーパードライ「東京2020 その姿をたたえよう」篇｜(2021年)
- 明治安田生命｜「ライト！50年前のオレ」篇｜(2021年)
- AGF｜ブレンディスティック「いい朝は、やさしいカフェオレで」篇｜(2021年)
- 味の素｜クノールカップスープ「とろ～り、栄養、いただきます。コーン」篇｜出演：永野芽郁｜(2020年)
- 日清｜カップヌードル／「在宅海ダンス」篇｜(2020年)
- 日清｜チキンラーメン「ベランピング」篇｜(2020年)
- カゴメ｜ 野菜生活「ちゃっかり野菜LOVE。」篇｜(2020年)
- GU｜「無敵ワンピ」篇｜(2020年)
- アサヒ飲料｜ 十六茶「そんな私でいいじゃない テント」篇｜出演：新垣結衣｜(2020年)
- コカコーラ｜「世界一のカフェ」篇｜(2019年)
- SMBC｜「タダチャン！秋」篇｜(2019年)
- GU｜「無敵カーデ」篇｜(2019年)
- SUNTORY｜ザ・プレミアム・モルツ「お中元」篇｜(2019年)
- SUNTORY｜オールフリー「ノンアル維新！夏だ、自由だ。」篇｜(2019年)
- ダイナースクラブ｜「Your Universe」篇｜(2019年)

- SoftBank ｜学割先生シリーズ｜出演：ジャスティン・ビーバー・広瀬すず｜(2018年)
- 日清｜チキンラーメン「ぐで垣結衣」篇「夏の日のぐで垣結衣」篇｜出演：新垣結衣｜(2018年)
- DAZN｜「UEFAチャンピオンズリーグ」篇｜(2018年)
- ポケモンカードゲーム｜「ポケモンカードの部屋」篇｜(2018年)
- ファミリーマート｜「ファミマのあの曲で会話」篇｜(2018年)
- SUNTORY｜ザ・プレミアム・モルツ「夏だけの神泡のプレモル」篇「冬だけの神泡のプレモル」篇｜(2018年)
- Honda｜ Nシリーズ｜(2018年)
- 三井のリハウス｜「リノベ夫婦」篇｜(2018年)
- DAZN｜「UEFAチャンピオンズリーグ」篇｜(2018年)

- SoftBank｜「宣言」篇「学校」篇｜(2017年)
- SUNTORY｜伊右衛門「二二七年目の革新」篇｜(2017年)
- かっぱ寿司｜「やる、しかない。」シリーズ｜(2017年)
- 日立｜クリーナー「場所に合わせて掃除」篇｜(2017年)
- 日立｜冷蔵庫「さすが!櫻井ショーROOM」篇｜(2017年)
- 明治安田生命｜かんたん保険シリーズ ライト!「続けやすい」篇｜(2017年)
- ゆうちょ銀行｜「みんなの、ここに。」篇「未来もずっと、ここに。」篇｜(2017年)

- SUNTORY｜グリーン・ダカラ「グリーンダカラちゃん未来へ行く」篇｜(2016年)
- TOYOTA｜WOW「MESSAGE MOVIE 技術」篇｜(2016年)
- ドコモ｜「通信と健康」篇｜(2016年)
- GODIVA｜「HANABI」篇｜(2016年)

- ユニクロ｜AIRism｜(2015年)
- TOYOTA｜クラウン「誘致」篇「巴里」篇｜(2015年)
- 東京ガス｜「くちぐせ」篇｜(2015年)
- SUNTORY｜オールフリー「浴衣のふたり」篇「白いパラソル」篇｜(2015年)
- KIRIN｜「力を送る」篇｜(2015年)
- 大塚食品｜マッチ「青春と数学」篇｜出演：広瀬アリス・広瀬すず｜(2014年)
- SoftBank｜「鏡篇～まさか」篇｜(2014年)
- クラシエ｜FRISK「倉庫」篇「政治家」篇｜(2014年)
- アースM&E｜冬「海」篇・秋「草原」篇｜(2014年)
- TOYOTA｜TOYOTOWNシリーズ｜(2013年)
- TOYOTA｜プリウスPHV「郵便配達」篇｜(2013年)
- GODIVA｜「summer ice」篇｜(2013年)

### その他
- 2008年　ジブリ美術館「小さなルーヴル美術館」展 (P.D.種田陽平)